# Accident médicamenteux
Accident médicamenteux est un terme qui semble synonyme de « Evénement indésirable grave (EIG) »[réf. souhaitée]
Extrait de la définition d'accident trouvée sur le Dictionnaire français de l’erreur médicamenteuse :
« Evénement indésirable, résultant du dysfonctionnement de tout élément spécifique à une activité et provoquant un dommage… »